# Miguel de Carrascosa

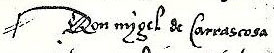
Nombre de Miguel de Carrascosa en el documento que lo acredita como Arcediano de Moya.

Licenciado D. Miguel de Carrascosa (Carrascosa del Campo, 1470 - † 1538)
Miguel de Carrascosa era originario de Carrascosa del Campo, fue un Canonista y Gobernador del Obispado de Cuenca, nombramiento que le otorgó el Cardenal Alexandre que residía en Roma siendo anteriormente a Miguel de Carrascosa el Obispo titular de la Diócesis de Cuenca.

## Vida

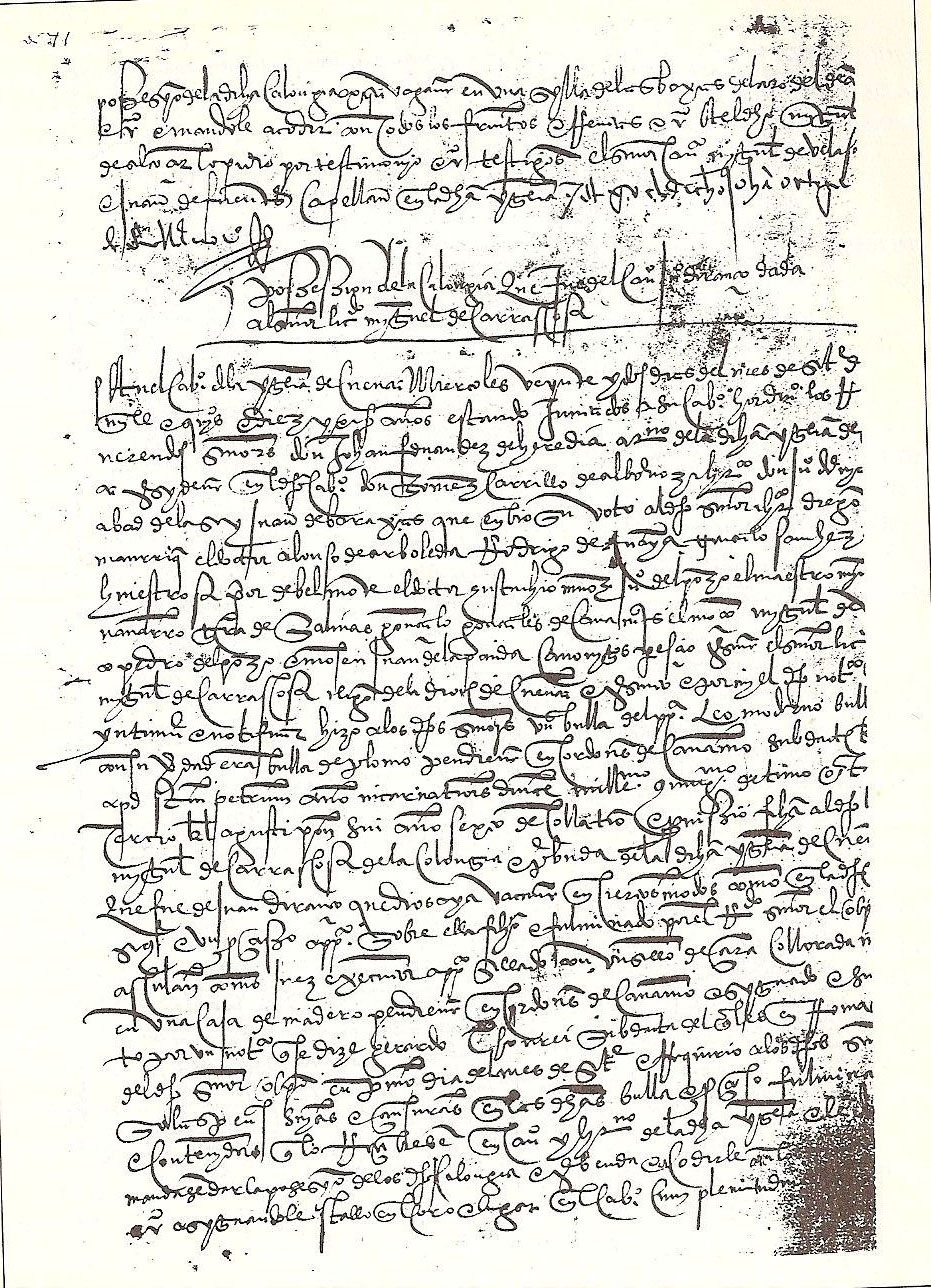
Nombramiento de canónigo a favor de Miguel de Carrascosa.

Nació en el año 1470 en la Villa de Carrascosa del Campo. Nombrado Canónigo de Cuenca el miércoles 22 de abril de 1510, Señor de la Villa de Balazote y Arcediano de Moya en el año 1526.
D. Miguel de Carrascosa fue el principal financiador y benefactor de la construcción de la Iglesia de la Natividad Nuestra Señora, consiguiendo este el dinero necesario para poder edificarla del Obispado de Cuenca y del Vaticano. En la Iglesia, financió el Presbiterio, la Torre, la Sacristía, el Coro, etc. También edificó la Ermita de Santa Ana, a la cual era muy devoto, y que financió la gran mayoría de la construcción, la Casa Consistorial del Concejo o Ayuntamiento, edificio arquitectónicamente atractivo, con columnas y arconadas y una gran balconada, la Casa Curato, etc. Murió en el año 1538, sólo un año después de conseguir que Carrascosa fuera Muy Noble y Muy Leal Villa.
Actualmente está enterrado en el Altar Mayor de la Iglesia de la Natividad Nstr. Sñra., en Carrascosa del Campo.